# Pobuda Central 5
Central 5 je neformalna pobuda na ravni petih srednjeevropskih držav s podobnimi pogledi na nekatera politična vprašanja. Vanjo so vključene Avstrija, Češka, Madžarska, Slovaška in Slovenija, ustanovili pa so jo zunanji ministri teh držav. Prvo srečanje je potekalo 16. junija 2020 na Dunaju.

## Seznam srečanj
| #    | Datum              | Država                 | Kraj            | Gostitelj                                                    | Gostje | Slika | Sklici      |
| 2020 | 2020               | 2020                   | 2020            | 2020                                                         | 2020 | 2020  | 2020        |
| ---- | ------------------ | ---------------------- | --------------- | ------------------------------------------------------------ | --- | ----- | ----------- |
| 1.   | 16. junij 2020     | Avstrija               | Dunaj           | Alexander Schallenberg, minister za zunanje zadeve Avstrije  | Tomáš Petříček, zunanji minister Češke Peter Szijjárto, zunanji minister Madžarske Ivan Korčok, minister za zunanje in evropske zadeve Slovaške Anže Logar, zunanji minister Slovenije                                 |       | [ 1 ]       |
| 2.   | 14. julij 2020     | Madžarska              | Budimpešta      | Peter Szijjárto, minister za zunanje zadeve Madžarske        | Alexander Schallenberg, minister za zunanje zadeve Tomáš Petříček, zunanji minister Češke Ivan Korčok, minister za zunanje in evropske zadeve Slovaške Anže Logar, zunanji minister Slovenije                          |       | [ 2 ]       |
| 3.   | 15. september 2020 | Slovenija              | Brdo pri Kranju | Anže Logar, minister za zunanje zadeve Slovenije             | Alexander Schallenberg, minister za zunanje zadeve Tomáš Petříček, zunanji minister Češke Ivan Korčok, minister za zunanje in evropske zadeve Slovaške                                                                 |       | [ 3 ] [ 4 ] |
| 4.   | 21. september      | Belgija Evropska unija | Bruselj         | Ivan Korčok, minister za zunanje in evropske zadeve Slovaške | Alexander Schallenberg, minister za zunanje zadeve Tomáš Petříček, zunanji minister Češke Peter Szijjárto, zunanji minister Madžarske Anže Logar, zunanji minister Slovenije                                           |       | [ 5 ]       |
| 2021 |                    |                        |                 |                                                              | |       |             |
| 5.   | 1. marec           | Slovenija              | Brdo pri Kranju | Anže Logar, minister za zunanje zadeve Slovenije             | Peter Szijjárto, zunanji minister Madžarske Alexander Schallenberg, minister za zunanje zadeve Avstrije Tomáš Petříček, zunanji minister Češke Ivan Korčok, zunanji minister Slovaške                                  |       | [ 6 ]       |
| 6.   | 13. maj            | Slovaška               | Bratislava      | Ivan Korčok, zunanji minister Slovaške                       | Peter Szijjárto, zunanji minister Madžarske Alexander Schallenberg, minister za zunanje zadeve Jakub Kulhánek, zunanji minister Češke Anže Logar, zunanji minister Slovenije Dmitro Kuleba, minister za zunanje zadeve |       | [ 7 ]       |
| 7.   | 20. julij          | Češka                  | Mělník          | Jakub Kulhánek, zunanji minister Češke                       | Ivan Korčok, zunanji minister Slovaške Peter Szijjárto, zunanji minister Madžarske Alexander Schallenberg, minister za zunanje zadeve Anže Logar, zunanji minister Slovenije                                           |       | [ 8 ]       |
| 8.   | 22. oktober        | Avstrija               | Dunaj           | Michael Linhart, minister za zunanje zadeve                  | Jakub Kulhánek, zunanji minister Češke Peter Szijjárto, zunanji minister Madžarske Ivan Korčok, minister za zunanje in evropske zadeve Slovaške Anže Logar, zunanji minister Slovenije                                 |       | [ 9 ]       |
| 2022 |                    |                        |                 |                                                              | |       |             |
| 9.   | 12. april          | Češka                  | Praga           | Jan Lipavský, zunanji minister Češke                         | Ivan Korčok, zunanji minister Slovaške Peter Szijjárto, zunanji minister Madžarske Alexander Schallenberg, minister za zunanje zadeve Anže Logar, zunanji minister Slovenije                                           |       | [ 10 ]      |
| 10.  | 13. julij          | Madžarska              | Budimpešta      | Peter Szijjárto, minister za zunanje zadeve Madžarske        | Alexander Schallenberg, minister za zunanje zadeve Jan Lipavský, zunanji minister Češke Ivan Korčok, minister za zunanje in evropske zadeve Slovaške Tanja Fajon, zunanja ministrica Slovenije                         |       | [ 11 ]      |

## Ustanovni člani
- Alexander Schallenberg, zunanji minister Avstrije
- Tomáš Petříček, zunanji minister Češke republike
- Péter Szijjártó, zunanji minister Madžarske
- Ivan Korčok, zunanji minister Slovaške
- Anže Logar, zunanji minister Slovenije